# جائزة حمدان بن محمد بن راشد آل مكتوم الدولية للتصوير الضوئي
جائزة حمدان بن محمد بن راشد آل مكتوم الدولية للتصوير الضوئي الضوئي أطلقها سمو الشيخ حمدان بن محمد بن راشد آل مكتوم " في 15 مارس، 2011 و تعكس التزام دبي في تشجيع الفن ودعمه، فضلاً عن رفد الثقافة بكل ما هو جديد ومبدع. تخصص هذه الجائزة للمصوّرين المبدعين بكل أرجاء المعمورة، الأمر الذي يصقل المواهب الوطنية، عبر الاحتكاك بخيرة المواهب العالمية وفي عام 2024 تم رفع إجمالي جوائز المسابقة السنوية إلى مليون دولار أمريكي

## فئات جائزة حمدان بن محمد للتصوير
من أهم الفئات والمحاور التي تناولتها الجائزة:

### ملف مصوّر (قصةٌ تُروى)
يقوم المصوّر بسرد قصة كاملة تتضمن رسالة معينة يرغب في إيصالها وتسليط الضوء عليها من خلال سلسلة متتابعة من الأحداث،

### المحور العام
ينقسم إلى محورين فرعيين، الأول بالأبيض والأسود والآخر بالألوان.وتناول المحور العام أهم القضايا العالمية مثل:
- محور الأمل في دورة 2018 – 2019،
- محور الماء في دورة 2019 – 2020،
- محور الطبيعة لدورة 2021 – 2022
- محور التنوع لدورة 2022 – 2023
- محور تصوير وجوه
- محور «التصوير الرياضي» 2024[5]
- محور مقاطع فيديو قصيرة (لوسائل التواصل الاجتماعي) 2024[5]

اشتملت عدة مواضيع من أبرزها:
- اللحظة
- التحدي
- السعادة
- الحياة ألوان
- صنع المُستقبل
- محور جمال الضوء
- حب الأرض
- الإنسانية

## تطبيق HIPA Awards
في عام 2024 تم إطلاق التطبيق الخاص بالجائزة باسم HIPA Awards باللغتين العربية والإنجليزية

## الإصدارات
يتم إصدار بعض الكتيبات وإتاحتها عبر الموقع للجائزة من صور في مناسبات وغيرها  ومن تلك الإصدارات وجوه، روح الاتحاد جمال الضوء إنسانية وغيرها

## وصلات خارجية
- جائزة حمدان بن محمد بن راشد آل مكتوم الدولية للتصوير الضوئي الموقع الرسمي